# 川上清志
川上 清志（かわかみ きよし、1897年（明治30年）4月21日 - 1944年（昭和19年）12月8日）は、日本の陸軍軍人。最終階級は陸軍中将。

## 経歴
鹿児島県日置郡田布施村（金峰町を経て現南さつま市）で生まれた。川辺中学校（現鹿児島県立川辺高等学校）、大阪陸軍地方幼年学校、中央幼年学校を経て、1918年（大正7年）7月、陸軍士官学校（30期）を卒業。同年12月、歩兵少尉に任官し歩兵第44連隊付となる。1928年（昭和3年）12月、陸軍大学校（40期）を優等で卒業した。
1929年（昭和4年）12月、参謀本部付勤務となり、参謀本部員（作戦班）、ドイツ駐在、ルーマニア駐在、歩兵第23連隊大隊長、参謀本部員（戦史課）などを務め、1937年（昭和12年）8月、兵科を航空兵に転科し航空兵中佐に進んだ。 同月、上海派遣軍参謀（作戦主任）に発令され日中戦争に出征。大本営参謀、浜松陸軍飛行学校教官を務め、1939年（昭和14年）3月、航空兵大佐に昇進した。
1939年8月、第2飛行集団司令部付となり満州に赴任。飛行第32戦隊長、陸大教官、第2飛行集団参謀長、第2飛行師団参謀長、第2航空軍参謀副長を歴任し、1943年（昭和18年）3月、陸軍少将に進んだ。第2航空軍参謀長、浜松教導飛行師団長を経て、1944年（昭和19年）11月、第3航空軍参謀長に転じたが、同年12月、マレーで墜死し陸軍中将に進級した。